# Anheuser-Busch Companies
Anheuser-Busch ist eine US-amerikanische Brauerei mit Hauptsitz in St. Louis, Missouri. Seit November 2008 ist sie ein Teil des Anheuser-Busch-InBev-Konzerns mit Sitz im belgischen Löwen. Die bekannteste Marke ist Budweiser (Bud), das seit 1876 gebraut und weltweit in über 70 Ländern vertrieben wird. Im Jahr 2007 wurde ein Brauvolumen von 190 Millionen Hektolitern erzielt.

## Geschichte
Eberhard Anheuser aus Bad Kreuznach übernahm 1860 die 1852 gegründete Bavarian Brewery und nahm zehn Jahre später seinen Schwiegersohn Adolphus Busch aus Kastel als Partner auf. 1879 wurde das Unternehmen schließlich in Anheuser-Busch Brewing Association umbenannt.
Eine Vision von Adolphus Busch war es, eine nationale Biermarke für die Vereinigten Staaten von Amerika zu entwickeln. 1876 machten sich Adolphus Busch und sein Kompagnon Carl Conrad daran, ein neues Bier zu brauen. Sein Schwiegervater Eberhard Anheuser unterstützte ihn hierin. Zum Vorbild wurde ein Bier Pilsner Brauart, das böhmische Immigranten aus der Stadt Budweis mit in die neue Heimat gebracht hatten. 
Das US-amerikanische Budweiser wurde aus der Taufe gehoben und 1878 als Warenzeichen eingetragen. 1891 erwarb Anheuser-Busch von Carl Conrad alle Rechte an der Marke. Es entstand die Marke Budweiser. Die tschechische Budweiser-Brauerei versuchte sich gegen dieses Plagiat zu wehren, somit entbrannte der Bud Battle (Budweiser-Streit), der älteste Schutzmarkenstreit der Geschichte.

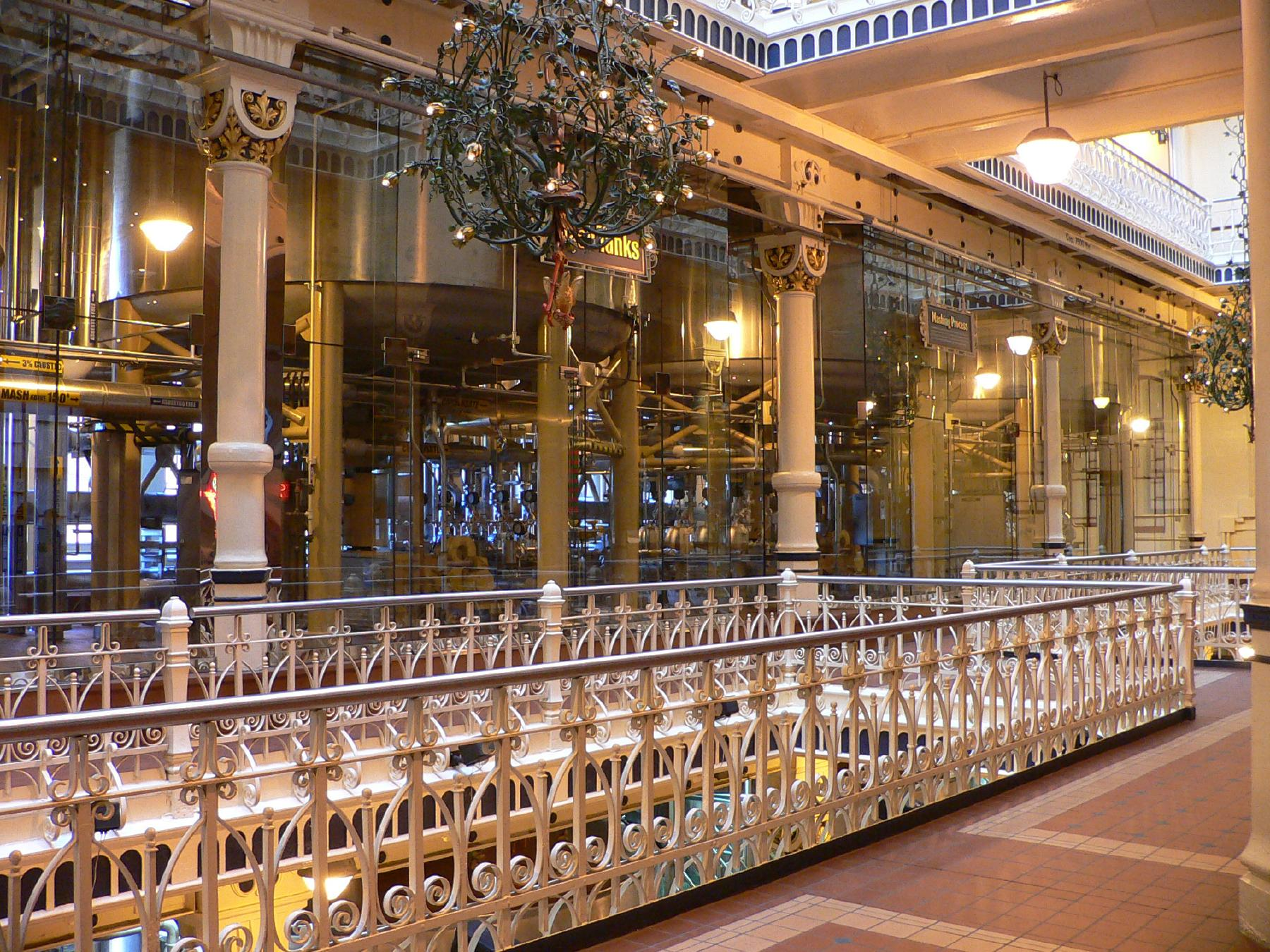
Historische Brauerei

Wie bei den meisten Großbrauereien in dieser Zeit gab es weitere zwei Faktoren, die eine großtechnische Herstellung und eine weiträumige Verbreitung begünstigten: Die Erfindung der Eismaschine durch Carl von Linde und die fortschreitende Eisenbahninfrastruktur. Um mit Budweiser den US-Markt bedienen zu können, errichtete Adolphus Busch als erster entlang der wichtigsten Schienenwege ein Netzwerk von Kühlhäusern, die die Kühlung seines Bieres auf langen Transportwegen ermöglichten und damit die Qualität sicherten. Konsequenterweise folgten später auch die ersten Lkw mit Kühlung in diesem Gewerbe. Damit legte das Unternehmen den Grundstein für den Erfolg des Budweiser, das seit 1957 das umsatzstärkste Bier weltweit ist.
Die schwierige Zeit der Prohibition (1920 bis 1933) hat Anheuser-Busch überstanden, indem das Geschäftsfeld auf die Herstellung von Eiscreme, alkoholfreie Getränke, Backhefe und den Vertrieb anderer Kühlwaren umgestellt wurde.
Im Jahr 2008 erfolgte ein Übernahmeangebot der belgischen InBev-Gruppe, das die amerikanische Öffentlichkeit als Angriff auf die nationale Identität wertete. Zahlreiche Politiker und Gewerkschaftsvertreter der Vereinigten Staaten lehnten die Übernahme ab. Nachdem die Belgier das Angebot jedoch verbessert hatten und bereit waren, den Aktionären 70 US-Dollar pro Aktie zu zahlen, stimmte der Verwaltungsrat der Übernahme zu. Der Gesamtkaufpreis entspricht einem Volumen von rund 52 Milliarden Dollar.
Im Juli 2023 verkaufte Anheuser-Busch acht Biermarken an Tilray.

## Beteiligungen
Anheuser-Busch ist international tätig und betreibt Brauereien unter eigenem Namen aber auch mittels verschiedener Tochtergesellschaften, wie die Budweiser Stag Brewing Company Ltd. im Vereinigten Königreich, sowie 50 Prozent von Grupo Modelo in Mexiko, 29 Prozent von Harbin Brewery Group Ltd. und 9,9 Prozent von Tsingtao Brewery Company in der Volksrepublik China. Gemäß einer Vereinbarung mit Tsingtao steigt die Beteiligung von Anheuser-Busch in den nächsten Jahren auf 27 Prozent. Anheuser-Busch hat 17 Büros außerhalb der USA. Die Beteiligung von 20 Prozent an CCU (Compañía de Cervecerías Unidas) in Chile wurde an eine chilenische Bank verkauft. Die St. Louis Cardinals Baseball-Mannschaft war seit der Mitte der 1950er Jahre im Besitz von Anheuser-Busch, bis sie im März 1996 an eine Gruppe privater Investoren verkauft wurde. Busch Stadium, das auf Kosten der Brauerei Anfang der 1960er Jahre gebaut wurde, trägt nach wie vor den Namen der Firma, obwohl ein neues Stadion gebaut wurde und das frühere 2006 abgerissen wurde. Anheuser-Busch hat eine Vereinbarung unterschrieben, nach der auch das neue Stadion den Namen „Busch Stadium“ tragen soll.
Zum Konzern gehörten neben zahlreichen Brauereien einige Freizeitpark-Ketten, darunter SeaWorld und Busch Gardens, sowie Produktions-, Vertriebs- und Verpackungsunternehmen, die dem Biergeschäft zuarbeiten. Die Beteiligungen an den Freizeitparks wurde im Oktober 2009 für 2,7 Mrd. US-Dollar an den US-Finanzinvestor Blackstone verkauft.

## Brauereien
Anheuser-Busch betreibt zwölf Braustätten in den USA: Am Hauptsitz in St. Louis (Missouri) sowie in Baldwinsville (New York), Cartersville (Georgia), Columbus (Ohio), Fairfield (Kalifornien), Fort Collins (Colorado), Houston (Texas), Jacksonville (Florida), Los Angeles (Kalifornien), Merrimack (New Hampshire), Newark (New Jersey) und Williamsburg (Virginia).

## Sponsoring
Anheuser-Busch gehörte zu den Hauptsponsoren
- der Olympischen Sommerspiele 1984 in Los Angeles
- des Konföderationen-Pokals 2005
- der Fußball-Weltmeisterschaft 2006 in Deutschland
- des NASCAR-Rennfahrers Kasey Kahne
- der Fußball-Weltmeisterschaft 2010 in Südafrika
- der Fußball-Weltmeisterschaft 2018 in Russland
- der Fußball-Weltmeisterschaft 2022 in Katar

## Fahrzeugbau
Zwischen 1917 und etwa 1925 stellte das Unternehmen einige Personenkraftwagen her, die Anheuser-Busch genannt wurden.

## Trivia
Die Brauerei-Miterbin Wilhelmina Busch (1884–1952) errichtete von 1937 bis 1939 in Bernried am Starnberger See das Schloss Höhenried.